# Adriaan van den Hove

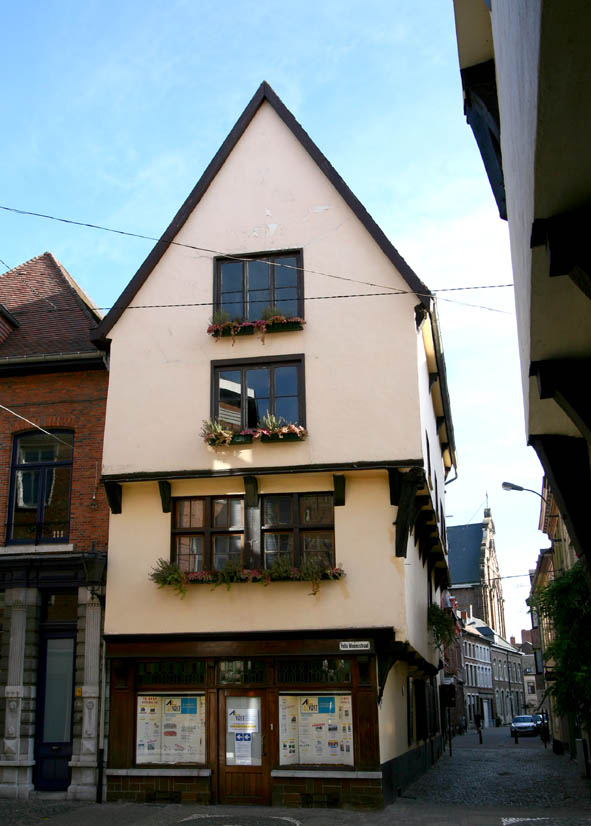
Huis De Fortuyn in de Felix Moonsstraat in Diest

Adriaan van den Hove was burgemeester van Diest rond 1600 en is vooral bekend als grootvader van Sint-Jan Berchmans.
In 1591 woonde Van den Hove in het huis De Fortuyn, nu onroerend erfgoed. Hij vervulde verschillende schepenambten in Diest en werd later ook burgemeester. Hij was een begoed burger want hij bezat verschillende huizen in de stad, die hij verhuurde. Het huis De Gulden Maene verhuurde hij aan zijn schoonzoon Jan Berchmans, de vader van de heilige en schoenmaker van beroep. Die was tegen de zin van Van den Hove met zijn dochter Liesken getrouwd.